# ルートヴィヒ・シュンケ
クリスティアン・ルートヴィヒ・シュンケ（Christian Ludwig Schuncke 1810年12月21日 - 1834年12月7日）は、ドイツのピアニスト、作曲家。ロベルト・シューマンの親友だった。前途を期待されながら結核により23歳にして命を落とした。

## 生涯
1810年にカッセルに生を受けた。父であり、彼に最初の手ほどきをおこなったヨハン・ゴットフリート・シュンケ（1777年 - 1840年）と、叔父のヨハン・ミヒャエル・シュンケ（1778年 - 1821年）は共にプロのホルン奏者だった。ごく幼い頃から示されたシュンケの才能は支えられて成長していく。1822年3月には弱冠11歳でルイ・シュポーアの指揮の下、ヨハン・ネポムク・フンメルのピアノ協奏曲第2番を演奏している。その後、ドイツ国内へ演奏旅行に出かけた。カール・マリア・フォン・ウェーバーはシュンケの初期作品を認める意思を示した。1828年、アンリ・ベルティーニが編曲したピアノ8手のためのベートーヴェンの交響曲第7番の奏者のひとりとなった。残りの3人はベルティーニ本人、フランツ・リスト、ゾヴィンスキーであった。
シュンケは勉学のためにパリへ赴き、主としてフリードリヒ・カルクブレンナー、アントニーン・レイハ、アンリ・エルツらの薫陶を受けた。また、エクトル・ベルリオーズ、ジギスモント・タールベルク、ヨハン・ペーター・ピクシスと親交を築いた。パリではデュポールのピアノを紹介することで生計を立て、デュポールの所帯に住まわせてもらっていた。修行を終えるとドイツへ帰国し、シュトゥットガルトでショパンが自作のピアノ協奏曲第1番を演奏するのを聴いて彼と面識を得た。シュンケはカプリース ハ短調 作品10をショパンへ献呈している。その後、演奏会を催しつつウィーン、プラハ、ドレスデンと所在を転々とし、最終的に1833年12月にライプツィヒに居を定めた。下宿に住んだ彼の隣室にはシューマンが間借りしており、彼との間には深い友情が育まれた。シュンケは雑誌『新音楽時報』の創刊者のひとりであり、その初期にはヨナタン（Jonathan）という筆名で執筆も担当していた。また、シューマンの「ダヴィッド同盟」の一員でもあった。

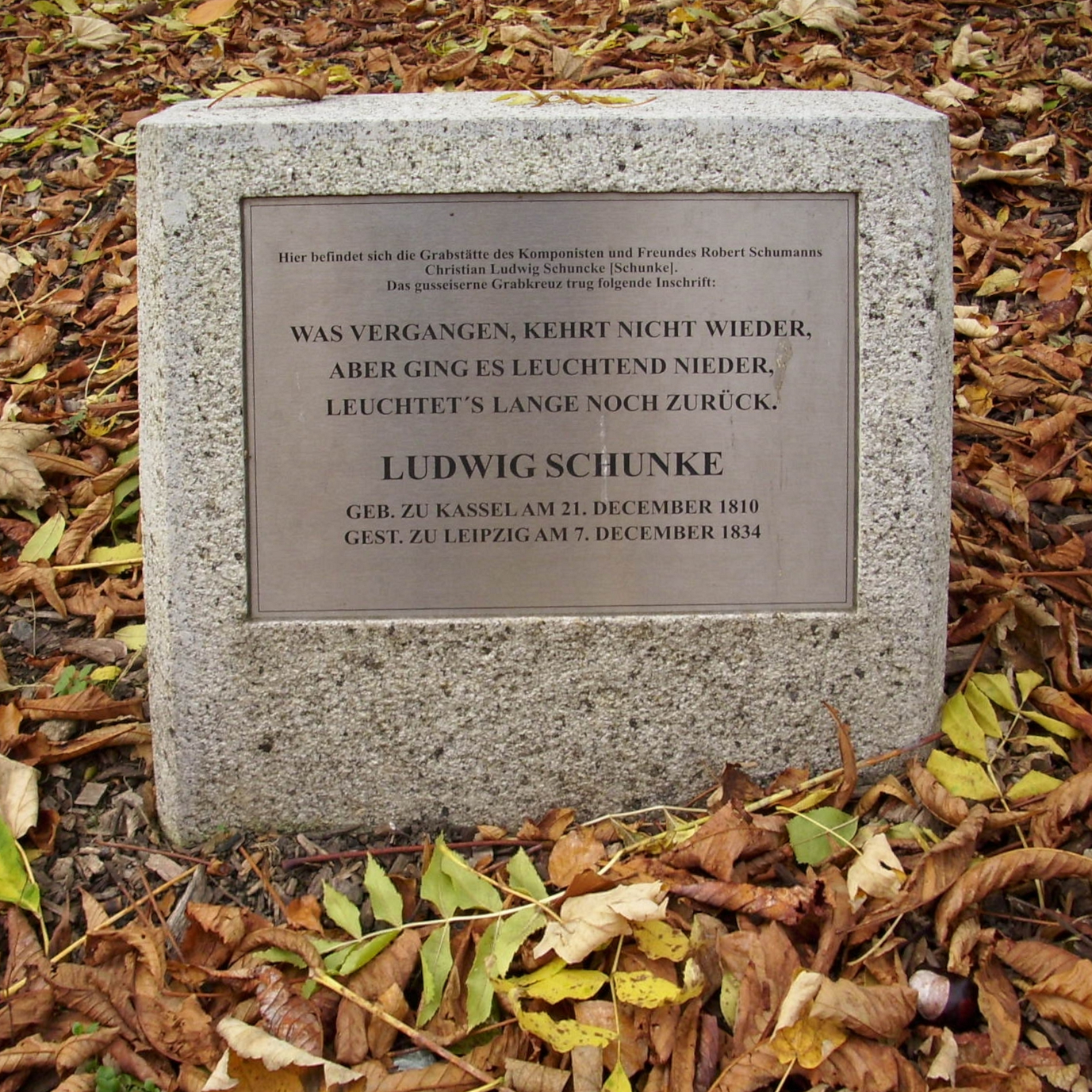
ライプツィヒにあるシュンケの記念碑。

1834年1月27日にはソリストとしてライプツィヒのゲヴァントハウスの舞台に上がっている。シューマンはある論文の中で、頭角を現しつつあったリストの演奏をシュンケの演奏と好意的に比較している。シュンケはグランドソナタ ト短調 作品3をシューマンに献呈し、シューマンから大絶賛を受けた。シューマンは返礼として1834年にトッカータ 作品7の出版に際し、これをシュンケに献呈している。1834年9月4日の書簡の中で、シューマンは自分の全財産が3人の名前に集約されると書いている。3人とはヘンリエッテ・フォイクト、エルネスティーネ・フォン・フリッケン、そしてルートヴィヒ・シュンケである。
シューマンの『謝肉祭』 作品9は、シューベルトの『あこがれのワルツ』（Sehnsuchtswalzer）による変奏曲を起源としている。この変奏曲を書くきっかけとなったのは、シュンケが同じ主題を用いて作曲したピアノと管弦楽のための作品（作品14）だった可能性がある。シューマンはシュンケが行ったような英雄的な扱いはシューベルトの穏やかな個性を正しく反映していないと感じ、自らより親しみ深い形、ピアノ独奏による変奏曲という方法に取り掛かったのである。作曲は1833年から1834年にかけて行われたものの完成には至らず、『謝肉祭』の最初の24小節へと転用されることになった。
シュンケは1833年から1834年にシューマンが深刻な鬱病を患って自殺企図に至り、さらに兄弟と義理の姉妹を亡くした際に彼の支えとなった。シューマンは代わりに、死の病に冒されたシュンケを看病した。24歳の誕生日を2週間後に控えた1834年12月7日、シュンケは結核により息を引き取った。亡骸はライプツィヒの旧ヨハネ墓地（独語版）に埋葬された。シューマンは以降終生にわたり、自らの書斎、ピアノの上部にあった写真棚に死の床に横たわるシュンケの肖像画を飾っていたという。

## 音楽的影響
シュンケとシューマンは時に異なる方法論を取りつつも、互いに重要な影響を及ぼしあった。一例は次の例に見て取れる。シュンケのグランドソナタ ト短調は併記されているシューマンのピアノ協奏曲 イ短調から、容易に続けて演奏可能である。
|  |  |

## 作品

### ピアノ独奏曲
- 作品1 スケルツォ・カプリチオーソ
- 作品2 創作主題による変奏曲・クアジ・ファンタジー・ブリラント 変ホ長調
- 作品3 グランドソナタ ト短調 （1832年、シューマンに献呈）
- 作品5 ファンタジー・ブリランテ ホ長調
- 作品6 アレグロ・パッショナート イ短調
- 作品7 ディヴェルティメント・ブリラント
- 作品9 カプリース第1番 ハ長調 （クララ・ヴィークに献呈）
- 作品10 カプリース第2番 ハ短調 （ショパンに献呈）
- 作品11 ロンド・ブリラント 変ホ長調
- 作品12 ドイツのエアによるディヴェルティメント・ブリラント 変ロ長調
- 作品13 2つの性格的小品 変ロ短調とハ短調
- 作品15 ロンド ニ長調
- Air suisse varié
- 6つの前奏曲
- 序奏と小さなロンド
- アダージョとロンド ト長調
- カプリッチョ
- 2つのディヴェルティメント
- 幻想曲
- 葬送行進曲
- 6つの前奏曲
- 序奏とと小さなロンド
- Variations VII
- 素早いワルツ

### ピアノデュオ
- 小ロンド ハ長調
- ロンド・ブリラント ト長調
- 作品13 4手ピアノのための2つの性格的小品 （1834年出版） 
  - 第1番 ロ短調 アンダンテ・コン・モート
  - 第2番 ハ短調 プレスト

### ピアノと管弦楽
- 作品14 フランツ・シューベルトの「あこがれのワルツ」による華麗なる変奏曲 変イ長調
- ピアノ協奏曲 （散逸）

### 室内楽曲
- ピアノとホルンのための協奏的二重奏
- ピアノとヴァイオリンのための小さな変奏曲 ハ長調

### 声楽曲
- Mother's love
- ピアノ伴奏3声のためのWith golden string full of sounds, 3 voices and piano
- The slumbering love
- 4つの歌曲

1. Spring song
2. The young man at the brook
3. The child's wish
4. Gretchen's song

- 7つの歌曲

1. Lullaby
2. Song of the Shepherdess
3. Craving
4. The Bethe ends
5. First Loss
6. Erlkönig
7. Farewell

- 作品8 5つの歌曲

1. Gretchen's song
2. The expectation
3. The arbor
4. I want to tell you well
5. The young man at the stream